# Hierarchisch strukturierte Daten
In der Statistik und in den Wirtschaftswissenschaften spricht man von hierarchisch strukturierten Daten (oder genesteten Daten; englisch nested data) wenn die Beobachtungen eines Datensatzes sich hierarchisch übergeordneten Einheiten zuordnen lassen. Solche Hierarchie-Zusammenhänge können mehrstufig sein.
Für die Analyse genesteter Daten sind spezielle Verfahren notwendig, die diese Datenstruktur berücksichtigen. Beispiele sind die Paneldatenanalyse und Mehrebenenanalyse. Auch robuste Schätzungen, die diese Datenstruktur berücksichtigen, werden angewandt.

## Allgemeines
In der Soziologie wird Wert darauf gelegt, dass soziales Handeln nicht nur von individuellen Merkmalen wie Geschlecht, Bildung oder Persönlichkeit abhängt, sondern auch vom sozialen Kontext, in den der Akteur eingebettet ist. Liegen Kontext-Informationen in sozialwissenschaftlichen Datensätzen vor, handelt es sich um hierarchisch strukturierte Daten. Von einer hierarchischen Datenstruktur wird ausgegangen, wenn sowohl Elemente der Mikroebene (Mikrodaten) jeweils genau einem Element der Makroebene (Makrodaten) zugeordnet sind als auch die Makroebene sich ausschließlich aus Elementen der Mikroebene zusammensetzt. Diese hierarchischen Datenstrukturen können mit der Mehrebenenanalyse ausgewertet werden. 

## Einteilung
Je nach Fachgebiet können unter anderem folgende Mikro- und Makroebenen unterschieden werden: 
| Fachgebiet    | Mikroebene                                            | Makroebene                                                    |
| ------------- | ----------------------------------------------------- | ------------------------------------------------------------- |
| Bildungswesen | Schüler                                               | Schule                                                        |
| Demografie    | Person Migrant                                        | Einwohnerzahl Migration                                       |
| Finanzanalyse | Aktienanalyse einer Aktie Kreditanalyse eines Kredits | Portfolioanalyse (Aktienmarkt) Analyse eines Kreditportfolios |
| Soziologie    | Individuum Gruppe                                     | Bevölkerung Schicht                                           |
| Wirtschaft    | Beschäftigter Arbeitsentgelt Güter                    | Arbeitsmarkt Volkseinkommen Gütermarkt, Weltmarkt             |

Der einzelne Schüler gehört zur Mikroebene, seine Schulklasse zur Mesoebene und die Schule zur Makroebene. Besteht beispielsweise ein Datensatz aus Schülern und enthält Informationen zu den Schulen, so würde eine Schätzung, welche die genestete Struktur der Daten nicht berücksichtigt, die Streuung der Merkmale unterschätzen. Durch Berücksichtigung der genesteten Struktur wird die Schätzungenauigkeit berücksichtigt.

## Beispiele
Hierarchisch strukturierte Daten gibt es in den Sozialwissenschaften sehr häufig. So bilden einzelne Schüler die Mikroebene, darüber sind die Schulen als Makroebene angesiedelt. Unter dieser Voraussetzung lässt sich beispielsweise die Schulnote im Schulzeugnis eines einzelnen Schülers (Mikrodaten) zu einer Durchschnittsnote in der gesamten Schule, in einem Bundesland und in Deutschland (Makrodaten) aggregieren. Auf diese Weise ergibt sich beispielsweise der Abiturdurchschnitt, der für ein Studium an einer Universität von Bedeutung ist.
Die Analyse hierarchisch strukturierter Daten anhand einer einfachen Regression ohne Berücksichtigung der Mehrebenenstruktur ist statistisch und interpretatorisch oft problematisch.